# Balogh István Vilmos
Steven Balogh, születési nevén Balogh István Vilmos (Hegyhátszentpéter, 1954 –) magyar-amerikai festőművész.

## Élete
Balogh István Vilmos 1954-ben született a Vas megyei Hegyhátszentpéteren, Balogh István és Frigy Zita gyermekeként. 1961-től Budapesten élt. 1974–76-ig sorkatonai szolgálatot teljesített, egy katonai repülőtéren. 1975-től foglalkozik képzőművészettel, autodidakta. 1980-ban rendezte meg első önálló kiállítását. 1986-ban Bécsben élt. 1987-ben az USA-ba emigrált és azóta New Yorkban él és dolgozik. 1988-ban a New York-i Jamica Arts Center nagydíjasa. 1995-ben kettős állampolgár lett és felvette a Steven Balogh nevet, azóta így szignálja műveit.
1995 szerződést kötött a New York-i Artopia Galériával, önálló kiállításra és több éves képviseletre. Christo, Robert Mapplethorpe, Richard Prince, Jasper Johns között szerepelnek művei a bemutató teremben.

## Művészete
Neoavantgarde művész, autodidakta. Nem voltak mesterei. Kedveli Vajda Lajos, Mark Rothko, Arnulf Rainer, Adolph Gottlieb, Joan Miró, Kurt Schwitters műveit.[forrás?] Korai konceptuális grafikáit nagy lélegzetvételű környezetszobrászati emlékművek: Exhumálás, Éjszakai repülőtér, Rekviem követték. Később az „áldozat”, „mazoszadista”, „vesztes” és „baleset” témájú festményei.
Újabb művei öt fejezetbe sorolhatók:
1. Könyv objektek, lexikonok felhasználásával készült alkotások
2. Balett témájú objektek, balett táncos lánya által inspirált művek
3. Sötét grafikák
4. US Virgin Island-hoz kapcsolódó grafikák, festmények
5. "Szexpresszionista" absztrakt festmények, köztük a nagy léptékű festmény-objekt, Trópuszi pussy, 2013, 36 m2

## Festményei (válogatás)

### Korai évek

#### Outsider festmények
- Éjszakai Verekedők I. 1982–1983
- Párbeszéd, 1984
- Mazoszadista, 1983–1984
- Vesztes, 1984
- Magamutogató, 1995
- Csók, 1983
- Outsider I., 1982

#### Rekviem
- Rekviem,/ Minden ártatlanul megölt emberért/ 1982–1983
- Rekviem II. 1995–2007
- Mortifikáció, 1984
- Zsákmány, 1983
- Jan Palach, 1984
- Cím nélkül, 1983
- Fantom, 1981
- Exhumálás, 1980

#### Repülőtér
- Bekötözött zuhanás, 1981–1982
- Éjszakai repülőtér, 1981
- Flight 800, 1997
- Tépés I. 1981–1982
- Tépés VI./repülőtér sorozat / 1981–1982
- Cím nélkül, 1995

#### Az információ útja
- Információ hitelesítés II.,1980
- 16 +1 oldal (A Moro gyilkosság) 1979–1980
- Információ hitelesítés I., 1979
- Lowry adaptáció (Át a Panamán) 1980

#### Kamikaze
- Kamikaze, performance, 1982
- Kamikaze II. 1982
- Sebesült fej, 1981–1995
- Önarckép, 1979–1980

### Újabb művek

#### Balett témák
- Rituálé III. Ne bírálj engem! 2012
- Rituálé, II. Elvesztett ártatlanság, 2011
- Riuálé, IV. Életakarás, 2011
- Mitosz II. 2012
- Isten óvd a táncost! 2011
- Csendélet dinamitrúddal, 2011
- Táncos – Katona, 1995–2011
- Rituálé, I. Belső utazás, 2011

#### Szexpresszionista festmények
- Szeretők, 2011
- Én vagyok a misztérium, 2011
- Emelkedő és uralkodó vagyok, 2012
- Cicciolina megismerteti a pornót egy ősi törzzsel az Amazonasnál, 2011–2012
- Magyar pussy, 2013
- Trópuszi pussy, 2013
- Egy drága, gyengéd élet…., 2012
- Mélyen benned, 2013
- Ellenállhatatlan lehetőség, 2013
- Bartók New Yorkban I-III. 2011–2012
- Véres pokol, 2012
- Forró nedves fészek, 2013
- Ismeretlen mozdulat, 2011
- Behatolás művészete, 2012
- Rózsaszín csendélet, 2011

#### Könyv objektek
- Wendy Whelan, 2011
- Egy gyönyörű elme, 2011
- Gusztáv Mahler emlékére, 2012
- Nagypapa én figyellek téged! 2012
- Hogyan legyen friss ötletünk? 2012
- Mementó, 2011

#### Sötét grafikák
- Kiégett Goethe, 2014
- Nincs idő, 2011
- Rögtön félelmet éreztél? 2011
- WTC/ Szabadság torony, 2012
- Nincs élet, 2011
- Sötétség erői között, 2011
- A realitás természete, 2011
- A világ megtapasztalása, 2011

#### Virgin islands
- Hét gyilkos hegye, 2013
- Sámán, 2013
- Áttetsző reggel, 2013
- Sérült delfinek, 2013
- Földalatti tájkép, 2011–12
- Második születésem St. Thomas szigetén, 2013
- A nap temploma, 2011
- Át Szent John szigetén, 2013
- Madárfogó, 2012
- Alvó vulkán, 2011

## Kiállításai

### Egyéni
- 2018 "Poison" Gallery MC, New York, N.Y. USA
- 2016"Turbulence" The Grady Alexis Gallery, New York, NY, USA
- 2012 Contemprorary Arts International( Cai), ACton, MA, USA
- 2007 VLS Galéria, Tóth Istvánnal, Szentendre
- 1995 Artopia Gallery, New York, N.Y., USA
- 1992 Weber Gallery, Köln, Germany
- 1991 Helander Gallery New York, N. Y., USA
- 1990 Centro Cultural, Caracas, Venezuela
- 1985 VLS Galéria, Szentendre
- 1985 IH Galéria, Pécs
- 1984 OUTSIDER, Galéria 11, Budapest
- 1984 „ ÉJSZAKA” Herman Terem, Fészek Művészklub, Budapest
- 1982 VLS Galéria, Veszely Ferenccel Szentendre
- 1982 Dimitrov Megyei Művelődési Központ, Bukta Imrével, Veszprém
- 1981 VLS Galéria, Tóth Istvánnal, Szentendre
- 1980 „Gyertya”, Budapest
- 1979 VLS, Galéria, Veszely Ferenccel, Szentendre
- 1978 VLS Galéria, Tóth Istvánnal, Szentendre

### Válogatott csoportos
- 2018 "Exit-2018" -The 9th Door- Nemzetközi csoportos kiállítás, Gallery MC, New York, NY, US
- 2018 Armory Show week-Gallery MC, New York, NY,
- 2017 Káosz és rend,Reök Palota,Szeged
- 2017 "Unidos II.", The Grady Alexis Gallery, New York, USA
- 2017 "Fully Loaded", Pfizer Building, Brooklyn, New York, USA
- 2017 "Rewoven part III.", El Museo de Los Sures, New York, USA
- 2017 "Rewoven part l.", QCC Art Gallery/ Cuny, New York, USA
- 2016 "A világ közepe"Válogatás a szentendrei Ferenczy Múzeumi Centrum Képzőművészeti gyűjteményéből,Szentendre Archiválva 2018. július 16-i dátummal a Wayback Machine-ben
- 2014 FÉTIS TABU EREKLYE, VLS Galéria, Szentendre
- 2013 MIAFENE – 40 éves a Vajda Lajos Stúdió, Ferenczy Múzeum, Művészet Malom, Szentendre
- 2008 Kiáramlás és delej – 1968 hatása a kortárs magyar képzőművészetre Gallery Central, Budapest
- 2007 VLS kiállítás Kortárs Magyar Galéria, Dunaszerdahely, Szlovákia
- 2002 VLS Jubileumi kiállítás Műcsarnok, Budapest
- 2000 „Új SZERZEMÉNYEK” Görög Templom Kiállítóterme, Tragor Ignác Múzeum, Vác
- 2000„Új Stúdió 5” a VLS-ből, VLS Galéria, Szentendre
- 1998 VLS kiállítás Új Galéria, Nagyvárad, Románia
- 1998 VLS, Kultúrpalota Művészeti Galéria, Marosvásárhely, Románia
- 1997 VLS kiállítás Győri Galéria, Győr
- 1996 TIZENKILENCEN A VAJDA LAJOS STÚDIÓBÓL, Vigadó Galéria, Budapest
- 1996 Magyar – Amerikai Kortárs Művészek, Washington D.C., USA
- 1996 Magyarország Főkonzulátusa, New York, N.Y., USA
- 1994 Art Warehouse New York, N.Y, USA
- 1988 Jamaica Art Center, Különdíj, New York, N.Y., USA
- 1986 ÚJ VEGYES VLS, Szentendrei Képtár, Szentendre Résztvevők: Aknay János, Bereznai Péter, Gubis Mihály, Győrffy Sándor, Imreh Tibor, Lois Viktor, fe Lugossy László, Selényi Károly István, Tóth István, ef Zámbó István.
- 1986 VLS kiállítás, Kaposvári Galéria, Kaposvár
- 1986 Kortárs Művészeti Fórum, Almássy tér, Budapest
- 1985 I. Grafikai Tárlat, Nagykőrös
- 1985 Nyári Tárlat a Fészek Művészklub Galériájában, Budapest
- 1984 Vándorkiállítás, Ausztria
- 1984 Fiatal Művészek Klubja, Budapest
- 1982 Bercsényi Kollégium, Budapest, Kéri Ádámmal, Tóth Istvánnal
- 1982 „Többféle realizmus”, Fészek Művészklub, Budapest Részvevők: Bernáth/y/ Sándor, Bukta Imre, Lois Viktor, fe Lugossy László, Wahorn András, ef Zámbó István
- 1981 Vels, Ausztria
- 1981 VLS Galéria, Szentendre
- 1980 STÚDIÓ „5”, VLS Galéria, Szentendre, Bereznai Péter, Imreh Tibor, Lois Viktor, Selényi Károly István, Tóth István
- 1980 VLS, Megyei Könyvtár, Szeged; Résztvevők: Bereznai Péter, Bernáth/y/ Sándor, Bukta Imre, Lois Viktor, fe Lugossy László, Wahorn András, ef Zámbó István
- 1980 VLS, Galéria, Szentendre, fe Lugossy Lászlóval és Bereznai Péterrel
- 1979 Nemzetközi Grafikai Biennále, Cleveland, UK
- 1979 VLS Galéria, Szentendre
- 1978 Vajda Lajos Stúdió, Kassák Klub, Budapest
- 1978 VLS, Dimitrov Megyei Művelődési Központ, Veszprém
- 1978 VLS Galéria, Szentendre

## Művei közgyűjteményekben
- TIM Múzeum, Vác
- Ferenczy Múzeum, Szentendre

## Társasági tagság
- 1978 Vajda Lajos Stúdió
- 1984 Fiatal Képzőművészek Stúdiója
- 1994 Art Warehause, New York
- 2014 Magyar Alkotóművészek Országos Egyesülete
- 2015 Queens Council On The Arts, New York

## Magánélete
1985-ben Budapesten feleségül vette Mészáros Katalint. 1987-ben együtt emigráltak az USA-ba. Gyermekük, Lily Nicole Balogh 1991-ben született New Yorkban. Huszonöt évi házasság után először külön váltak, majd elváltak.
Budapesten megismerkedett Bathó Ildikóval, aki több művét inspirálta. 2013-ban New Yorkban összeházasodtak.